# Stiphra mariconii
Stiphra mariconii är en insektsart som beskrevs av Piza Jr. 1978. Stiphra mariconii ingår i släktet Stiphra och familjen Proscopiidae. Inga underarter finns listade i Catalogue of Life.